# 王贺军
王贺军（1963年11月—），男，河北遵化人，中华人民共和国外交官，曾任中华人民共和国驻莫桑比克共和国特命全权大使。

## 生平
1985年，进入中华人民共和国对外经济贸易部工作。1994年，任对外贸易经济合作部条约法律司副处长，后升任处长。2002年，任对外贸易经济合作部进出口公平贸易局公平贸易调查副专员。2003年，对外贸易经济合作部变更为商务部，继续任进出口公平贸易局公平贸易调查副专员。2008年，任驻新西兰大使馆经济商务参赞。2012年，任驻印度大使馆经济商务参赞。2015年，任商务部贸易救济调查局局长。2018年，任商务部条约法律司司长。2020年8月，出任中华人民共和国驻莫桑比克大使。2025年5月，自驻莫桑比克大使离任。

## 家庭
已婚，有一子。